# Łukasz Krupiński

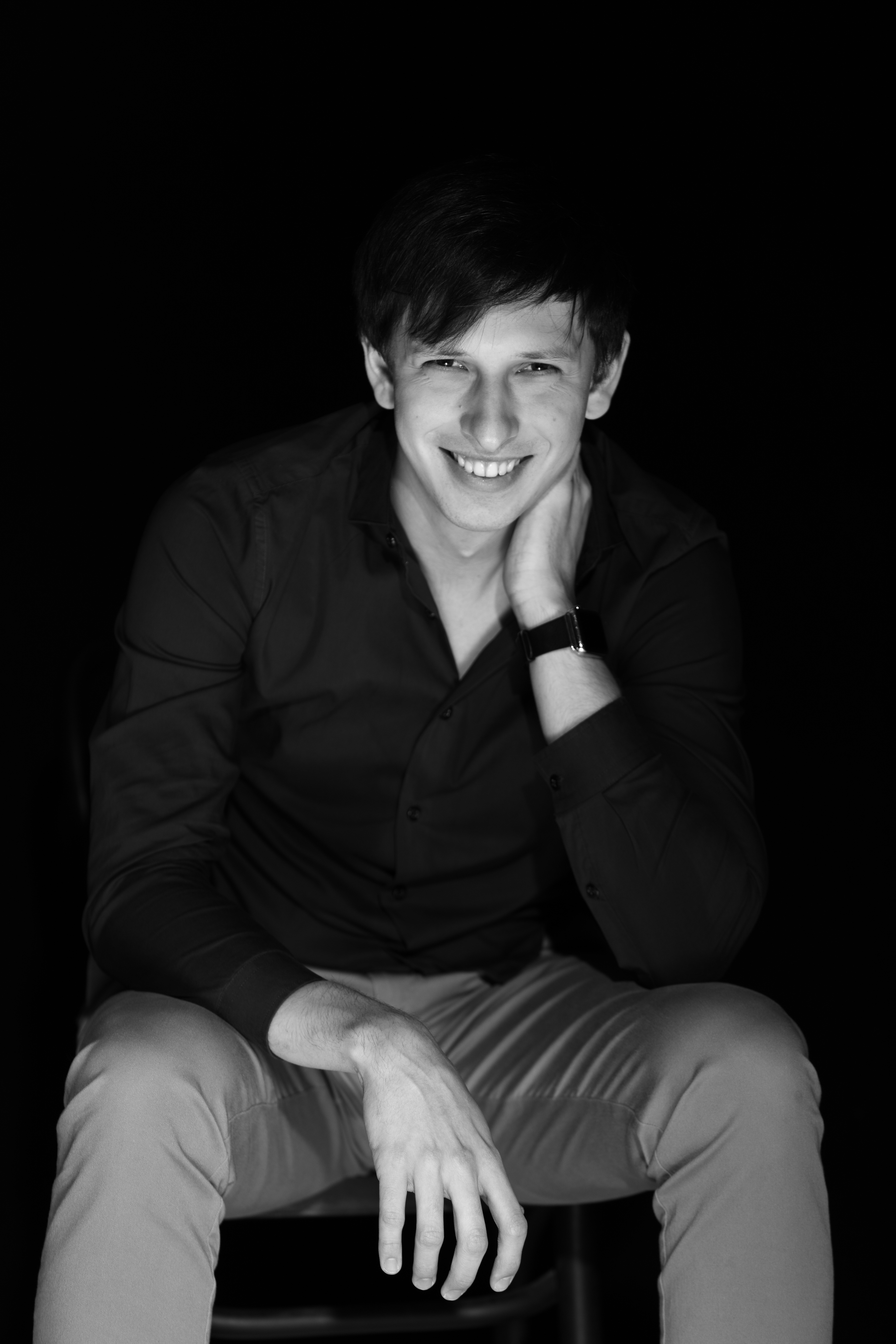
Łukasz Krupiński 2016

Łukasz Krupiński (* 5. Juni 1992 in Warschau) ist ein polnischer Pianist, Gewinner des 7. Internationalen Mar Marino-Klavierwettbewerbs und Halbfinalist des XVII. Internationalen Chopin-Klavierwettbewerbs im Oktober 2015 in Warschau, Polen.
Sein Debütalbum Espressione wurde 2017 veröffentlicht und enthält Kompositionen von Haydn, Chopin und Scriabin. Die CD wurde für die International Classical Music Awards 2018 nominiert.

## Biografie
Łukasz Krupiński ist ein polnischer klassischer Pianist. Zuvor studierte er an der Zenon Brzewski School of Music bei Professor Joanna Ławrynowicz an der Frederic Chopin Musikuniversität in Warschau, wo er unter der Aufsicht von Professor Alicja Paleta- mit der Auszeichnung „Magna cum Laude“ abschloss. Bugaj und Dr. Konrad Skolarski. Er setzte sein Studium bei Professor Arie Vardi an der Universität Hannover für Musik, Theater und Medien (2017–2018) und bei Professor Dmitri Alexeev am Royal College of Music in London (2018–2019) fort.
Als Halbfinalist gehörte er beim 17. Internationalen Klavierwettbewerb von Frederic Chopin in Warschau (2015) zu den besten zwanzig Pianisten.
Er ist Gewinner des 7. Internationalen Klavierwettbewerbs von San Marino und aller seiner Wettbewerbspreise – des Publikumspreises, des Musikkritikerpreises und des Orchesterpreises. Krupiński war 2017 Finalist beim Internationalen Klavierwettbewerb Ferruccio Busoni in Bozen und hat internationale Klavierwettbewerbe in Hannover (2015), Aachen (2016) und Görlitz (2020) gewonnen.
Im Jahr 2018 gab Krupiński sein Debüt in der Carnegie Hall / im Isaac Stern Auditorium und erhielt seitdem Einladungen, mit den Chicago Philharmonic und den Buffalo Philharmonic zu spielen. Im selben Jahr ging er mit dem Santander Orchestra und Lawrence Foster auf Tour. Er hat in der Royal Albert Hall in London, im Teatro La Fenice in Venedig, im La Verdi in Mailand und in der Merkin Concert Hall in New York gespielt.
Krupiński wurde nicht nur zweimal mit dem Preis des Ministers für Kultur und nationales Erbe für bemerkenswerte künstlerische Leistungen ausgezeichnet, sondern erhielt auch das Stipendium des Ministers für Kultur und nationales Erbe sowie das Stipendium der Krystian Zimerman Foundation. 2016 wurde er für seine künstlerischen Leistungen mit einer Gedenkmedaille der Frederic Chopin University of Music ausgezeichnet.
Lucas Krupinski ist ein Steinway-Künstler, er wird von der Ludwig van Beethoven Association vertreten.

## Klavierwettbewerbe (Auswahl)
- Grand Prix und zwei Sonderpreise beim 2. Sibirischen Internationalen Chopin-Klavierwettbewerb in Tomsk (Russland), 2013[2]
- Preis des Ministers für Kultur und nationales Erbe, 2013 und 2014
- 1. Preis beim Klavierwettbewerb der Yamaha Music Foundation in Krakau, 2014
- 2. Preis bei den 47. polnischen Chopin-Wettbewerben in Warschau, 2015
- 1. Preis beim 15. Internationalen Klavierwettbewerb der Chopin-Gesellschaft Hannover, 2015[3]
- Krystian Zimerman Stipendium, 2015
- Halbfinale des 17. Internationalen Klavierwettbewerbs von Frederic Chopin in Warschau, 2015
- 1. Preis beim Internationalen Klavierwettbewerb ClaviCologne in Aachen, 2016
- Gedenkmedaille der Frederic Chopin University of Music für seine künstlerischen Leistungen, 2016
- 1. Preis beim Internationalen Klavierwettbewerb in San Marino und alle zusätzlichen Preise: der Publikumspreis, der Musikkritikerpreis und der Orchesterpreis, 2016
- Finale des Internationalen Klavierwettbewerbs Ferruccio Busoni in Bozen, 2017
- 3. Preis beim Kissinger Klavierolymp, 2018[4][5]
- Hauptpreis am Treffpunkt Music Messiaen in Görlitz, 2020